# روبرت الكسندر (مصور)
روبرت الكسندر (بالإنجليزية: Robert Alexander) هو مصور أمريكي، ولد في 21 نوفمبر 1943 في بروكلين في الولايات المتحدة، وتوفي في 8 أكتوبر 1989.